# W. Lee Wilder
Pour les articles homonymes, voir Wilder.
William Lee Wilder, dit Willie Wilder, né Wilhelm Wilder le 22 août 1904 à Sucha (Galicie en Autriche-Hongrie, actuellement en Pologne) et mort le 14 février 1982 à Los Angeles (Californie) est un scénariste, producteur et réalisateur américain d'origine autrichienne.

## Biographie
W. Lee Wilder lance sa propre compagnie de production cinématographique et produit son premier film, The Great Flamarion, en 1945 et réalise son premier film, The Glass Alibi, l'année suivante.
De 1949 à 1950, Wilder réalise, écrit et produit seize courts métrages sur des spirituals traditionnels et la musique folklorique. Au cours des années 1950, Wilder forme une société de production de films, Planet Filmplays, qui produit et réalise plusieurs films de science-fiction à petit budget sur des scénarios coécrit avec son fils Miles.

### Famille
W. Lee Wilder est le frère du cinéaste Billy Wilder.

## Filmographie

### Réalisateur

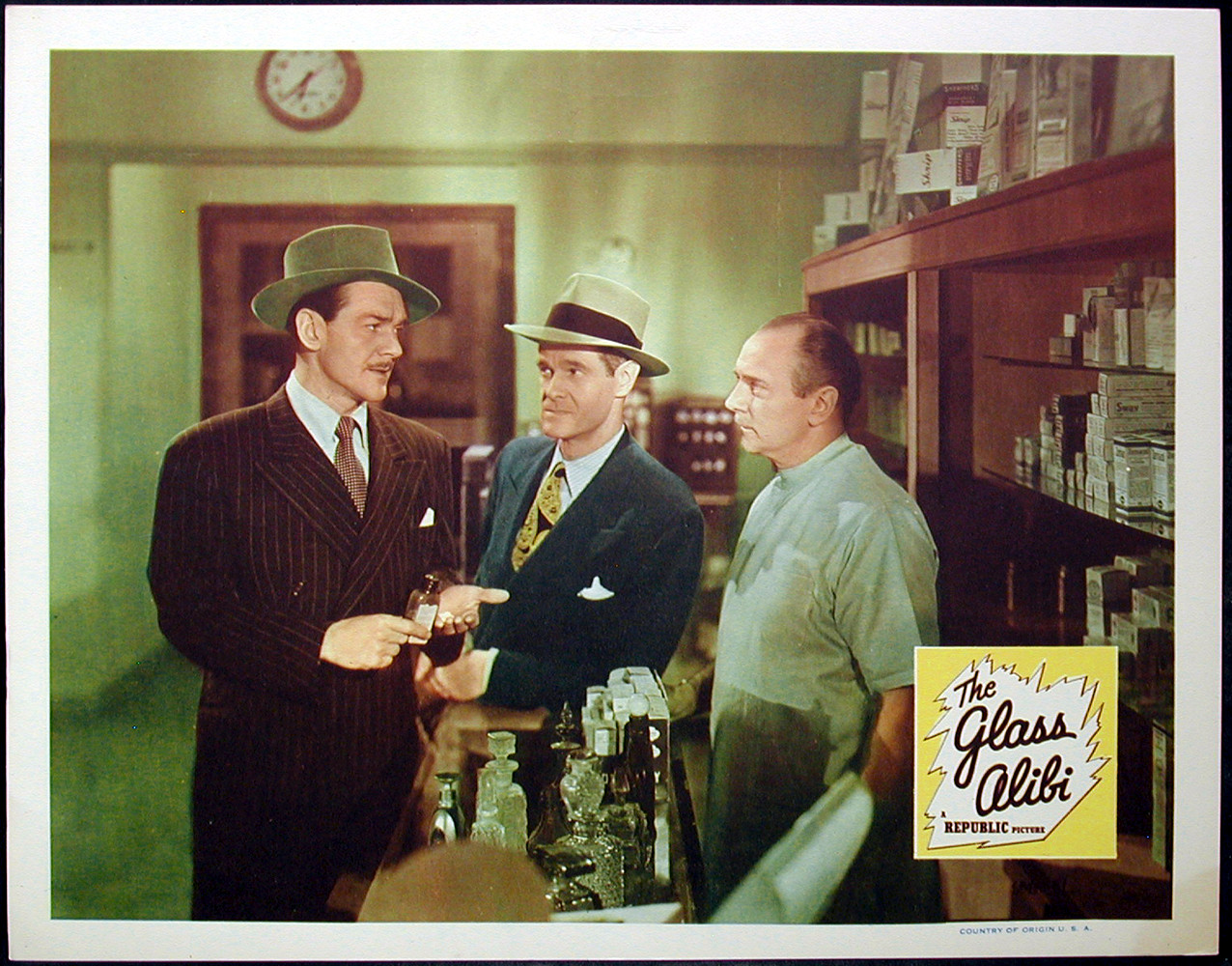
Carte promotionnelle du film The Glass Alibi (1946).

- 1946 : The Glass Alibi (en)
- 1947 : The Pretender (en)
- 1947 : Yankee Fakir
- 1948 : The Vicious Circle (aussi Woman in Brown)
- 1950 : La Voleuse (en) (Once a Thief)
- 1951 : Trois Pas au Nord (Three Steps North)
- 1953 : Le Fantôme de l'espace
- 1954 : Killers from Space
- 1954 : The Snow Creature (en)
- 1955 : The Big Bluff
- 1956 : Fright
- 1956 : Manfish (aussi Calypso)
- 1957 : The Man Without a Body (en)
- 1958 : Spy in the Sky!
- 1960 : Bluebeard's Ten Honeymoons (en)
- 1967 : Caxambu
- 1968 : The Omegans (en)

### Producteur
- 1945 : La Cible vivante (The Great Flamarion) d'Anthony Mann
- 1946 : Strange Impersonation d'Anthony Mann